# كأس كازاخستان 2014
كأس كازاخستان 2014 (بالروسية: Кубок Казахстана по футболу 2014)‏ هو الموسم 23 من كأس كازاخستان. أقيم خلال الفترة 23 أبريل 2014 وحتى 22 نوفمبر 2014، وأشرف على تنظيمه اتحاد كازاخستان لكرة القدم، وكان عدد الأندية المشاركة فيه 27، وفاز فيه نادي كايرات.